# Trofeo Torres-Serdán
El Trofeo Torres-Serdán fue una carrera ciclista por etapas entre Barcelona y Madrid (o viceversa, según la edición) organizada conjuntamente por los diarios deportivos Mundo Deportivo, de Barcelona, y Marca, de Madrid. La organización técnica estaba a cargo del Club Velo Sans, y estaba patrocinada por la Delegación Nacional de Educación Física y Deportes y la Federación Española de Ciclismo. Su nombre constituía un homenaje a los veteranos y prestigiosos periodistas deportivos Ramón Torres y Manuel Serdán.
Aunque nació con el objetivo de convertirse en la gran carrera Clásica del ciclismo español, sólo tuvo dos ediciones, en los años 1960 (Barcelona-Madrid) y 1961 (Madrid-Barcelona), que se disputaron en el mes de abril precediendo a la Vuelta a España.
A partir de 1967 se organizó en Barcelona una carrera de un día con el mismo nombre, organizada por el Club Ciclista Barcelonés, que formaba parte de la Semana Catalana de Ciclismo.

## Primera referencia al dopaje
En la información en Mundo Deportivo del 9 de abril de 1960 sobre el final de la primera edición del Trofeo Torres-Serdán se incluía, dentro de la sección Telegramas firmada por Antonio Vallugera, lo siguiente, que constituye la primera mención pública en España a la existencia de dopaje en el ciclismo:
En el momento de la salida se captaron frases tan interesantes como ésta: «Esta noche sería interesante que a todos los corredores, o al menos a la mayoría, se nos proyectara una sesión doble de cine». Ingenuamente sonsacamos el por qué. Respuesta sincera. «No se ha dosificado la "bomba" injerida. Nuestros termos destilan olor a química. Comprenderás que la "supercarga" de simpatina y demás sucedáneos nos tendrá en tensión toda la noche y no podremos dormir, al menos que tengamos un medio de diversión honesto.» Sin comentarios. Aunque los tenga, naturalmente.

## Resultados

### 1960
- General individual:  1º Antonio Suárez, 2º Julio San Emeterio, 3º José Herrero Berrendero
- General por equipos:  1º Faema, 2º Kas, 3 °C. C. Barcelonés

### 1961
- General individual: 1º Angelino Soler, 2º Gabriel Company, 3º José Gómez del Moral
- General por equipos: 1º Faema, 2º Licor 43, 3º Kas

- Datos: Q16642907